# L'Académie du Foot

L'Académie du Foot est un feuilleton documentaire de Vincent Manniez et François Guillaume diffusée sur Arte en marge de la Coupe du monde 2006, et présentant les joies et les peines d'un groupe de jeunes footballeurs dans leur dernière année au sein du centre de formation du FC Nantes, avec pour suspense qui va devenir professionnel. La voix off est assurée par Lorànt Deutsch, et s'exprime à la première personne du pluriel.
- Production : Les Bons Clients / Arte France.
- Durée : 5 épisodes de 26 minutes.

## Épisodes
Cinq épisodes ont été réalisés.
- 1 (1-1) : Cadence infernale
- 2 (1-2) : Dans la tourmente
- 3 (1-3) : À couteaux tirés
- 4 (1-4) : La pression monte
- 5 (1-5) : Qui va signer pro ?

## Joueurs
Les joueurs suivis par les caméras sont les jeunes Francisco Donzelot (dit « Pacho »), Vincent Briant, Fréjus Tchetgna et Dimitri Payet. Briant et Payet ont signé un contrat professionnel à Nantes. Les quatre joueurs ont réussi à entamer une carrière professionnelle. Seul Dimitri Payet a réussi une carrière internationale, commencée en 2010